# 比拉马科卢姆
比拉马科卢姆，是西班牙加泰罗尼亚赫罗纳省的一个市镇。总面积6平方公里，总人口263人（2001年），人口密度44人/平方公里。